# پایگاه گارد ملی هوایی نیوکاسل
 پایگاه گارد ملی هوایی نیوکاسل (به انگلیسی: New Castle Air National Guard Base) یک فرودگاه پایگاه نیروی هوایی است . این فرودگاه در کشور ایالات متحده آمریکا قرار دارد .